# Oxalis kalbreyeri
Oxalis kalbreyeri är en harsyreväxtart som beskrevs av A. Lourteig. Oxalis kalbreyeri ingår i släktet oxalisar, och familjen harsyreväxter. Inga underarter finns listade i Catalogue of Life.